# NGC 457
Az NGC 457 (más néven Caldwell 13) egy nyílthalmaz a Cassiopeia (Kassziopeia) csillagképben. A Messier-katalógusban nem szerepel, ellentétben a hozzá közeli, kevésbé látványos M103 nyílthalmazzal.

## Felfedezése
William Herschel fedezte fel 1787. október 18-án.

## Tudományos adatok
Igen fiatal csillagcsoport, körülbelül 100 csillaga fényesebb, mint 13 magnitúdó, de közülük csak körülbelül 60 van halmaztagként azonosítva. A csoport átmérője 30 fényévre (2,84·1017 m) tehető; figyelembe véve az összfényességet és a halványabb csillagok jelenlétét, a halmaz valójában akár több ezer csillag otthona is lehet.
A halmaz legfényesebb tagja a φ Cas, egy M0 típusú vörös óriás 5m látszó és –5,2m abszolút fényességgel. Luminozitása 10 000-szerese a Napénak. Igencsak felkeltette a tudósok figyelmét, egy a halmaz nyugati szélén fellelhető F0 spektrumú csillag, 9300 fényéves távolságát figyelembe véve az egyik legnagyobb luminozitású csillagnak kell lennie, meghaladva még a Rigelt is. Abszolút fényessége (–8,8m) a Napénak 275 000-szerese. Bár nincs bebizonyítva hogy tag, a halmaztagságot alátámasztja több tényező is. A radiális sebesség mérések, a polarizációs vizsgálatok, valamint a mérhető sajátmozgás hiánya, s a csillag színképe, amely egy nagy fénykibocsátású szuperóriásé. Feltételezhető, hogy a HD 7902 csillag is tagja a halmaznak, ennek az abszolút fényessége -6,8m.
Kora megközelítőleg 20 millió év. A halmaz 32 km/s sebességgel közeledik felénk.

## Megfigyelési lehetőség
Egy 15 cm-es távcsővel 60-70 csillagot is megfigyelhetünk felületesen, bár a halmaz igazi szépségének megtekintéséhez már egy  20–25 cm-es távcsőre van szükségünk. Ennél nagyobb távcsövekkel sok narancs és néhány vörös csillag látszik. A halmazt észlelők általában T vagy kereszt alakúnak látják. Egy amerikai amatőrcsillagász 20 cm-es távcsövével bagoly alakot vélt felfedezni a halmazban. Kis távcsövekkel egy megnyúlt, egyenlő szárú háromszögnek látszódik.